# PBZ Zagreb Indoors 2008.
PBZ Zagreb Indoors 2008. je dvoranski teniski ATP turnir koji se od 25. veljače do 1. ožujka igrao u Zagrebu za nagradni fond od 370.000,00 dolara. Branitelj naslova trebao je biti Cipranin Marcos Baghdatis, koji nije prijavio sudjelovanje ove godine na turniru.
U glavnom ždrijebu je bilo 32 tenisača, od toga čak sedmorica hrvatskih. Uz prvog i drugog nositelja, Ivana Ljubičića (25.) i Ivu Karlovića (21.) od Hrvata su igrali Marin Čilić (45.), Mario Ančić (92.), Roko Karanušić (105.), Lovro Zovko (595.) i Franko Škugor. Potonja trojica dobila su pozivnicu organizatora.
Nakon odustajanja Francuza Michaela Llodre u ždrijeb je "uskočio" 201. igrač s ATP liste, Ukrajinac Sergij Stauhoski, koji je za protivnika imao Ivu Karlovića u prvom kolu. Stauhoski je bio najveće ugodno iznenađenje turnira. Nakon pobjede nad Karlovićem, Troickim, Tipsarevićem i Bolellijem, došao je u priliku postati prvi tenisač nakon Miniussija iz 1991., koji je kao sretni gubitnik osvojio turnir. U finalu mu je protivnik bio domaći tenisač Ivan Ljubičić, koji je u hrvatskom polufinalu svladao povratnika u tenis, Marija Ančića. Ni Ljubičić, kao ni prethodna četvorica tenisača nisu pronašli igru kojom se suprotstaviti Ukrajincu. Stauhoski je slavio u dva seta 7:5 i 6:4 i iz Zagreba ponio svoju prvu titulu. Zanimljivo je da je jedini tenisač koji je uspio pobijediti Stauhoskog na ovom turniru (kvalifikacije), Slovenac Blaž Kavčič, ispao od Karanušića već u prvom kolu.

## Rezultati završnice
Četvrtzavršnica
- Ljubičić - Gabašvili 6:2, 6:7, 6:3
- Ančić - Haase 6:3, 3:6, 6:3
- Bolelli - O. Rochus 7:6, 6:4
- Stahouski - Tipsarević 3:6, 6:4, 6:2

Poluzavršnica
- Ljubičić - Ančić 7:6, 6:4
- Stauhoski - Bolelli 6:4, 6:4

Završnica
- Stahouski - Ljubičić 7:5, 6:4